# Hellmut Diwald
Hellmut Diwald (* 13. August 1924 in Schattau, Tschechoslowakei; † 26. Mai 1993 in Würzburg) war ein deutscher Historiker und Publizist. Er gehörte zu den bekanntesten Vertretern der sogenannten Neuen Rechten.

## Leben und Laufbahn
Hellmut Diwald wuchs in Südmähren auf und besuchte zunächst in Prag die Schule, bevor die Familie 1938 nach Nürnberg übersiedelte. Sein Vater war Ingenieur aus Österreich, seine Mutter Tschechin. Er nahm aktiv am Zweiten Weltkrieg teil und legte 1944 ein Notabitur als Soldat in Frankreich ab. Nach dem Krieg nahm er ein Maschinenbaustudium auf, das er 1947 am Polytechnikum in Nürnberg abschloss. Anschließend studierte er in Hamburg und Erlangen Philosophie, Germanistik und Geschichte. 1952 wurde er bei dem Religions- und Geistesgeschichtler Hans-Joachim Schoeps in Erlangen mit einer Arbeit zum Thema Untersuchungen zum Geschichtsrealismus im 19. Jahrhundert promoviert. Er habilitierte sich 1958 mit einer Arbeit über den Philosophen Wilhelm Dilthey und lehrte von 1965 bis 1985 an der Friedrich-Alexander-Universität in Erlangen Mittlere und Neuere Geschichte. Von 1948 bis 1966 war er außerdem Redakteur der Zeitschrift für Religions- und Geistesgeschichte. Diwald lebte zuletzt in Würzburg, wo seine Frau Susanne Diwald bis 1989 Islamwissenschaften lehrte.

### Publikationen und Medienarbeit
Diwald veröffentlichte 1969 eine Biographie über Wallenstein. 1970 gab er den Nachlass Ernst Ludwig von Gerlachs, eines konservativen Politikers der Bismarck-Zeit, heraus (siehe Gerlach-Archiv). Im selben Jahr kritisierte er die Deutschlandpolitik der Bundesregierung in Die Anerkennung. 1975 verfasste er den ersten Band der Propyläen-Geschichte Europas unter dem Titel Anspruch auf Mündigkeit. 1400–1555.
Diwald trat auch in Rundfunk und Fernsehen auf. Zu sehen war er in den 1970er Jahren mehrfach in der ZDF-Fernsehserie „Fragen zur Zeit“ oder von 1977 bis 1979 in der Sendereihe „Dokumente Deutschen Daseins“. In diesem Rahmen diskutierte er mit Sebastian Haffner. Daneben veröffentlichte Diwald Artikel in Zeitungen wie Die Welt oder Rheinischer Merkur.

### Geschichte der Deutschen
Im Jahre 1978 erschien Diwalds Buch über die Geschichte der Deutschen. Im Unterschied zu herkömmlichen Darstellungen war es „gegenchronologisch“ aufgebaut. Das erste Kapitel begann mit einer Beschreibung der Gegenwart, die folgenden Kapitel führten schrittweise in die Vergangenheit zurück. Diwald behauptete, der Holocaust sei zwar „eins der grauenhaftesten Geschehnisse der Moderne“ gewesen, jedoch „durch bewusste Irreführungen, Täuschungen, Übertreibungen für den Zweck der totalen Disqualifizierung eines Volkes“ ausgebeutet worden. Im KZ Auschwitz-Birkenau habe es so hohe Sterblichkeitsziffern gegeben, weil dort die nicht arbeitsfähigen Häftlinge konzentriert worden seien. Heinrich Himmler selbst habe sich um eine Senkung der Todesrate bemüht, unter der Endlösung der Judenfrage sei zunächst nicht die planmäßige Ermordung, sondern Auswanderung und Deportation der Juden in den Osten zu verstehen gewesen.
Diwald wurden zahlreiche Irrtümer und Fehler nachgewiesen, Konzeption und Intention des Buchs wurden aber auch grundsätzlich kritisiert: Bewusst werde versucht, die Verbrechen der NS-Zeit zu verharmlosen. Diwald wies dies zurück, auf Drängen des Verlags wurden jedoch in der zweiten Auflage mehrere Textstellen geändert. Barbara Distel bezeichnete Diwalds Buch als einen Markstein in einem Prozess, in dem die Leugnung der nationalsozialistischen Massenmorde weiteste Verbreitung gefunden habe. Thomas Assheuer und Hans Sarkowicz meinten, mit dem Erscheinen von Diwalds Buch habe der Erfolg einer neurechten „Re-Nationalisierung“ begonnen, die ein „‚lawinenartiges Anwachsen‘ rechter Literatur ausgelöst habe – gegen den liberalistischen Geist der ‚Nationvergessenheit der CDU‘“. Für Claus Leggewie war Diwald ein „revisionistischer Historiker der ersten Stunde“. Auch Golo Mann bezeichnete das Werk Diwalds, das „Alt- und Neonazis mit Freude einschlürfen“ würden, als revisionistisch. Seitdem galt Diwald unter Geschichtswissenschaftlern in Deutschland als Außenseiter, „der entsprechend immer weniger Rücksichten nahm“.
Eines seiner umfangreichsten Werke, Die Großen Ereignisse. Fünf Jahrtausende Weltgeschichte in Darstellungen und Dokumenten (erschienen 1990 in zunächst 6 Bänden mit ca. 3900 Seiten), erschien im weithin unbekannten Coron-Verlag. 

### Politische Aktivitäten und Mitgliedschaften
Diwalds unbedingtes Eintreten für die deutsche Wiedervereinigung (z. B. in Wolfgang Venohr (Hrsg.): Die deutsche Einheit kommt bestimmt, Lübbe Verlag, Bergisch Gladbach 1982) brachten ihm Beifall aus der politischen Rechten ein. Seine „reichsdeutschen Träumereien“ hätten, so die Schwäbische Zeitung am 4. Juni 1993, „einen bösen Beigeschmack“. Diwald war Mitglied zahlreicher Vereinigungen, die als rechtskonservativ bis rechtsextrem eingestuft wurden oder werden. Laut Helmut Kellershohn und Alice Brauner-Orthen engagierte er sich in der Deutschen Gildenschaft. 1979 war er Gründungsmitglied der Sudetendeutschen Akademie der Wissenschaften und Künste.
Im November 1981 gründete Diwald mit Alfred Schickel und Alfred Seidl die Zeitgeschichtliche Forschungsstelle Ingolstadt (ZFI), deren Vorstandsmitglied er wurde. Im Dezember 1983 gehörte er neben Armin Mohler, Wolfgang Seiffert, Franz Schönhuber, Robert Hepp, Bernard Willms und Hans-Joachim Arndt zu den Gründern der „konservativen Sammlungsbewegung“ Deutschlandrat in Bad Homburg. Ohne selbst Mitglied gewesen zu sein, stand er den Republikanern nahe, für deren zweites Parteiprogramm er im Januar 1990 die Präambel verfasste. Später war er Kuratoriumsmitglied der „REP-nahen“ Carl-Schurz-Stiftung. 1989 gründete er mit Wolfgang Venohr, Günther Deschner und anderen den Straube-Verlag in Erlangen.
Diwald gab Interviews für die Junge Freiheit, war Funktionär der sudetendeutschen „Gesinnungsgemeinschaft“ Witikobund, Gründungsmitglied der Sudetendeutschen Akademie der Wissenschaften und Künste, Mitglied der Sudetendeutschen Landsmannschaft, der Deutschen Akademie für Bildung und Kultur, der Generalversammlung des Christlichen Jugenddorfwerks Deutschlands und des Goethe-Instituts München. Die Aktion Deutsches Königsberg führte ihn nach seinem Tod seit 1994 als Schirmherrn.

## Nachwirkungen
1994 gab der Münchner Publizist Rolf-Josef Eibicht die Gedenkschrift Hellmut Diwald. Sein Vermächtnis für Deutschland, sein Mut zur Geschichte heraus. Zu den Verfassern zählten zahlreiche rechtskonservative und rechtsextreme Autoren, so auch Wigbert Grabert, in dessen Hohenrain-Verlag das Buch auch verlegt wurde. Ein Beitrag des Osnabrücker Soziologieprofessors Robert Hepp, in dem Zweifel am Holocaust geäußert wurden, erfüllte nach Ansicht der Staatsanwaltschaft Tübingen den Tatbestand der Volksverhetzung. Daraufhin wurden die Verlagsräume des Hohenrain-Verlags durchsucht, Restexemplare beschlagnahmt und gegen Autor und Verleger ein Ermittlungsverfahren eingeleitet. Dieses wurde später eingestellt, das Amtsgericht Tübingen ordnete mit Beschluss vom 3. Juni 1998 die Einziehung des Buches an.

## Auszeichnungen und Ehrungen
- 1979 Kulturpreis für Wissenschaft der Sudetendeutschen Landsmannschaft
- 1980 Südmährischer Kulturpreis
- 1980 Johannes Mathesius – Medaille
- 1983 Kant-Plakette der Deutschen Akademie für Bildung und Kultur
- 1988 Goldener Ehrenring „Der deutschen Literatur“ des Deutschen Kulturwerkes Europäischen Geistes
- 1990 Bismarck-Medaille in Gold
- 1992 Schiller-Preis des Deutschen Kulturwerks Europäischen Geistes

## Werke
- Untersuchungen zum Geschichtsrealismus im 19. Jahrhundert. Dissertation. Erlangen 1952.
- Der Hegelianismus in Preussen von Heinrich Leo. Hrsg., Leiden/Köln 1958.
- Lebendiger Geist. Hrsg., Leiden/Köln 1959.
- Leopold von Ranke, Geschichte Wallensteins. Hrsg., Düsseldorf 1967.
- Wilhelm Dilthey, Erkenntnistheorie und Philosophie der Geschichte. Göttingen 1963.
- Wallenstein. Eine Biographie. München/Esslingen 1969, ISBN 3-7628-0432-X.
- Die Freiheit des Glaubens. Freiheit und Toleranz in der abendländischen Geschichte. Hannover 1967.
- Ernst Moritz Arndt. Das Entstehen des deutschen Nationalbewußtseins. München 1970.
- Ernst Ludwig von Gerlach. Von der Revolution zum Norddeutschen Bund. Hrsg., Göttingen 1970.
- Die Anerkennung. Bericht zur Klage der Nation. München/Esslingen 1970.
- Friedrich Schiller: Wallenstein. Frankfurt a. M./Berlin/Wien 1970.
- Menschen und Mächte – Geschichte im Blickpunkt. Buchreihe mit 8 Bänden, Hrsg., München 1973.
- Anspruch auf Mündigkeit. Propyläen Geschichte Europas Band 1, 1400–1555. Frankfurt a. M./Berlin/Wien 1975, ISBN 3-549-05481-5.
- Geschichte der Deutschen. Propyläen. Frankfurt a. M./Berlin/Wien 1978, ISBN 3-549-05801-2.
- Der Kampf um die Weltmeere. München/Zürich 1980.
- Im Zeichen des Adlers. Porträts berühmter Preußen. Hrsg., Bergisch Gladbach 1981.
- Luther. Eine Biographie. Bergisch Gladbach 1982, ISBN 3-404-61096-2.
- Lebensbilder Martin Luthers. Bergisch Gladbach 1982.
- Dokumente Deutschen Daseins. Hrsg., Krefeld 1983.
- Mut zur Geschichte. 1983, ISBN 3-8334-4593-9.
- Die Erben Poseidons. Seemachtpolitik im 20. Jahrhundert. München 1984.
- Inferiorität als Staatsräson. Hrsg., Krefeld 1985.
- Heinrich der Erste. Die Gründung des Deutschen Reichs. Bergisch Gladbach 1987.
- Geschichte macht Mut. Erlangen 1989.
- Deutschland Einig Vaterland. Geschichte unserer Gegenwart. Ullstein, Frankfurt a. M./Berlin 1990, ISBN 3-8334-5463-6.
- Die Großen Ereignisse. Fünf Jahrtausende Weltgeschichte. 6 Bände, Coron, Lachen am Zürichsee 1990.
- Ein Querkopf braucht kein Alibi: Szenen der Geschichte. Frankfurt a. M./Berlin 1991, ISBN 3-8334-5464-4.
- Warum so bedrückt? Deutschland hat Zukunft. Hrsg., Hohenrain-Verlag, Tübingen 1992, ISBN 3-89180-034-7.
- Unsere gestohlene Geschichte. Deutsche Akademie für Bildung und Kultur, München 1992.
- Handbuch zur Deutschen Nation. Band 4: Deutschlands Einigung und Europas Zukunft. Hrsg., Tübingen 1992.